# 8609 Shuvalov
8609 Shuvalov è un asteroide della fascia principale. Scoperto nel 1977, presenta un'orbita caratterizzata da un semiasse maggiore pari a 2,4093705 UA e da un'eccentricità di 0,2885279, inclinata di 9,13777° rispetto all'eclittica.